# 切舍姆
切舍姆（英語：Chesham，/ˈtʃɛʃəm/，當地 /ˈtʃɛsəm/，/ˈtʃɛzəm/）是位於英格蘭白金漢郡奇爾特恩地區的一個城鎮，位於郡治艾爾斯伯里東南11英里。有考古證據顯示這裡自約西元前8000年開始就有人居住。1257年，亨利三世授予這裡開設週市的特許。

## 友好城市
- 法國 乌耶